# صبير رصاصي
صبير رصاصي (الاسم العلمي:Opuntia plumbea) هو نوع من النباتات يتبع جنس الصبير من الفصيلة الصبارية.